# Andinosaura stellae
Andinosaura stellae — вид ящірок родини гімнофтальмових (Gymnophthalmidae). Ендемік Колумбії.

## Поширення і екологія
Andinosaura stellae відомі з типової місцевості, розташованої в заповіднику Ла-Планада на західних схилах Колумбійських Анд, в муніципалітеті Рікаурте в департаменті Нариньйо. Вони живуть у вологих субтропічних лісах. Зустрічаються на висоті від 1850 до 2100 м над рівнем моря.